# Hailstorm Island
Hailstorm Island är en ö i Östantarktis. Australien gör anspråk på området.